# استراحة الماء (رياضة)
إن استراحة الماء هي فترة استراحة ومكان راحة لشرب الماء في الأحداث الرياضية (المنافسات الرياضية أو التدريبات) في بعض أنواع الرياضات، مثل الأنواع المختلفة لرياضة الركض لمسافة طويلة (مثل الماراثون) وركوب الدراجات، وما شابه. وبالمثل، فإن استراحة الماء هي استراحة شرب الماء في بعض الأحداث الرياضية التي تُعقد في مكان واحد.
ولقد أصبحت استراحات الماء والاستراحات أمرًا إجباريًا منذ فترة قريبة نسبيًا. فقبل الخمسينيات من القرن العشرين، كان يتم إلغاء استراحات الماء حتى «يشتد عود الفتيان» (انظر على سبيل المثال «فتيان معسكر جانكشن (Junction Boys)».
تستخدم استراحات الماء لمكافحة المخاطر المترابطة: فرط الحرارة والتجفاف ونقص صوديوم الدم. فشرب الماء يكافح التجفاف، في حين أن تناول محاليل الكهارل (المقدمة غالبًا في مختلف المشروبات الرياضية) يكافح نقص صوديوم الدم والحالة الحادة المرتبطة به وهي: التسمم المائي.
توجد استراحات الماء في الماراثون عند كل 5 كم أو عند كل ميلين، وبهذا يوجد في الماراثون من 8 إلى 12 استراحة ماء. ويؤدي التوقف لمدة 10 ثوانٍ عند كل محطة إلى زمن إضافي يتراوح بين دقيقة إلى دقيقتين، ولكن فقد القدرة على التحمل نتيجة التجفاف قد يضيف وقتًا أطول كثيرًا.
إن نقص صوديوم الدم حالة خطرة قد تم التعرف عليها منذ فترة قريبة نسبيًا، مقارنةً بالتجفاف، وتختلف الآراء حول مقدار الماء الذي ينبغي شربه عند كل استراحة. فالبعض يقول إن العطش ليس مؤشرًا موثوقًا على الحاجة إلى شرب الماء، بينما يقول آخرون إن شرب الماء الإجباري عند كل فرصة دون الحاجة الفعلية لشرب الماء يزيد من خطر نقص صوديوم الدم. «إذا سمعت معدتك تخصخص، فيمكنك التوقف في استراحة الماء». (Jeff Galloway)
في السومو، إذا استمر السباق لدقائق عديدة، فيمكن أن يطلب الحكم الحصول على استراحة يطلق عليها عادةً ميزو إيري (mizu-iri) أو «استراحة الماء».